# Ukřižovaný Kristus z Chebu
Ukřižovaný Kristus z Chebu je pravděpodobně dílem místního chebského řezbáře z období 1420–1430. Autor byl obeznámen s dílem Mistra Týnské Kalvárie a je možné, že prošel školením v jeho pražské dílně. Ukřižovaný je vystaven v expozici chebské gotiky Galerie výtvarného umění v Chebu.

## Popis a zařazení
Plně plastická socha z lipového dřeva 77 × 72 × 16 cm, s původní polychromií, na zádech opracovaná, inv. č. 623. Restaurovala M. Černá (1974).
Menší a poněkud zjednodušená socha Ukřižovaného navazuje na obdobná díla Mistra Týnské Kalvárie a Krucifixů z doby kolem roku 1420, dochovaných ve Slezsku Oproti vzorům se chebská socha vyznačuje větší měkkostí plného tvaru a malebně dekorativním podáním některých partií těla. Nižší umělecká kvalita soše ubírá hloubku výrazu, ale zůstala zachována její slohová čistota.
S Krucifixem Mistra Týnské Kalvárie má socha společné některé detaily – hrozen krve prýštící z rány na boku, zdůraznění žil na rukou i nohou, nebo prameny krve stékající pod perizoniem k nohám. Nápadný je rozdíl v celkovém rázu díla, které oproti vzoru postrádá monumentalitu i anatomickou vyváženost. Chebský Kristus se od týnského liší zejména disproporčně velkou a jen mírně skloněnou hlavou a kratším tělem. Zjednodušené schéma perizonia je na pravém boku ukončeno kaskádou vertikálních záhybů. Na zadní straně není zcela řezbářsky dopracována trnová koruna a část vlasů je pouze domalována. Řada boulí, ohraničujících konce žeber, se později opakuje na soše Ukřižovaného z Krupky, který je řazen mezi pozdní díla z okruhu Mistra Týnské Kalvárie.
Neobvyklým drastickým detailem, který vedle shodného typu tváře sochu spojuje se slezským Kristem z kostela Corpus Christi, jsou pootevřená ústa s jazykem mezi zuby. Slezská Ukřižování mají i obdobné uspořádání vlasů do několika volných pramenů a masivní zahrocenou trnovou korunu. Zhrubnutí tvaru umocňuje expresivní působení díla, které chebskou sochu řadí do 20. až 30. let 15. století.

### Příbuzná díla
- Ukřižovaný z katedrály sv. Víta v Praze (1390–1400)
- Kalvárie z kaple Dumlosů, kostel sv. Alžběty ve Wroclawi (před 1400)
- Ukřižovaný z kostela Panny Marie před Týnem v Praze (po 1410)
- Ukřižovaný z kostela Corpus Christi ve Wroclawi
- Ukřižovaný ze Złotoryi, Muzeum Ślaskie, Wroclaw
- Ukřižovaný z Krupky (okruh Mistra Týnské Kalvárie, 1436)